# Lịch sử khỏa thân

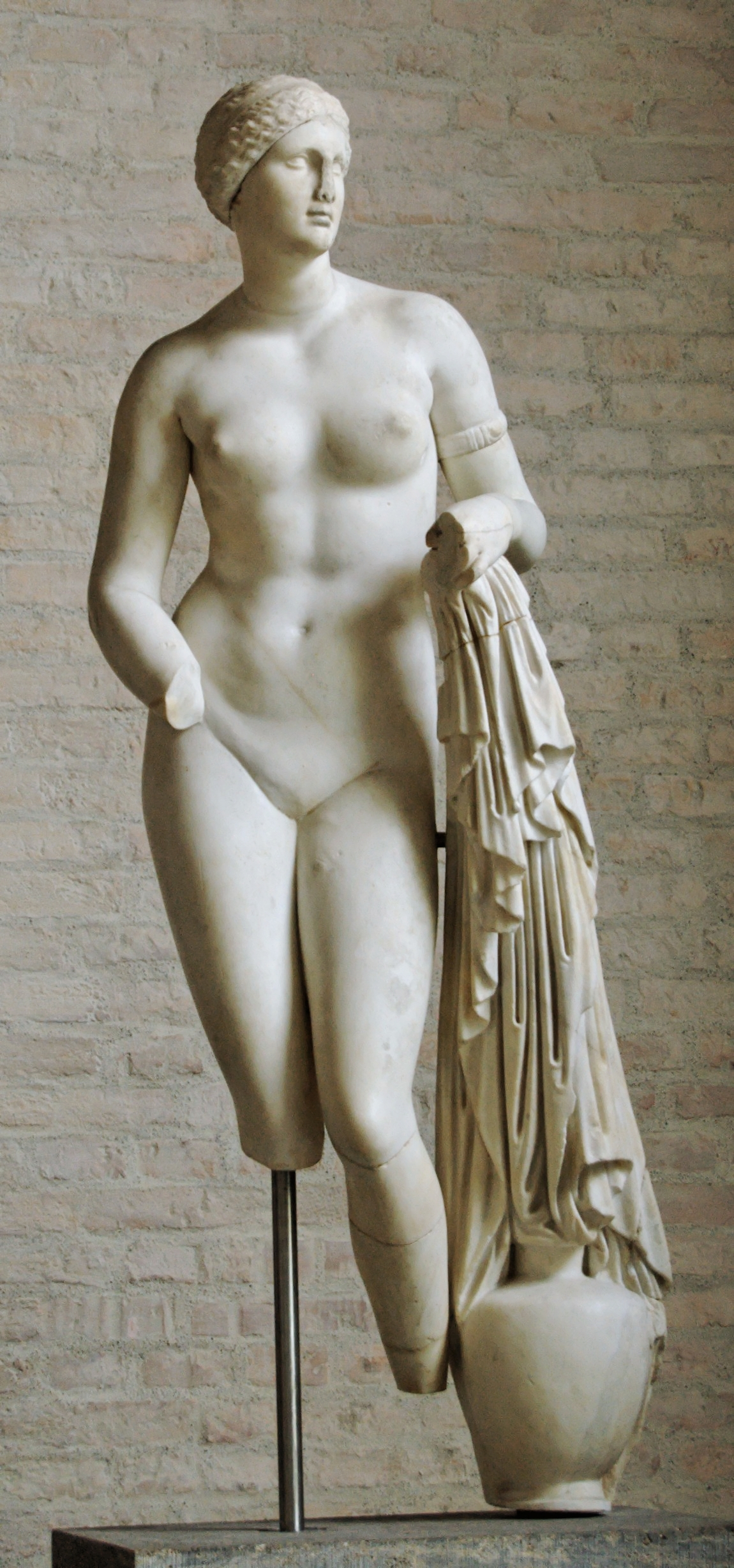
Cổ vật tượng đá cẩm thạch thời Hy Lạp cổ đại điêu khắc hình tượng Nữ thần sắc đẹp Aphrodite khỏa thân

Lịch sử khỏa thân liên quan đến thái độ xã hội đối với sự khỏa thân trần trụi của cơ thể con người ở các nền văn hóa khác nhau trong lịch sử. Việc con người sử dụng quần áo để che đậy cơ thể là một trong những thay đổi có tính lịch sử, đánh dấu sự kết thúc của thời kỳ đồ đá mới và sự khởi đầu của các nền văn minh. Khoả thân (hoặc khỏa thân, hở hang gần như hoàn toàn) theo truyền thống đã là chuẩn mực xã hội dành cho cả phái nam và phái nữ trong các nền văn hóa săn bắt và hái lượm ở vùng khí hậu ấm áp, và nó vẫn còn phổ biến ở nhiều dân tộc bản địa. Nhu cầu che chắn, bảo vệ thân thể có liên quan đến việc con người di cư từ vùng nhiệt đới đến những vùng có khí hậu nơi quần áo cần thiết để bảo vệ khỏi ánh nắng mặt trời chói chang, cái nóng và bụi bặm ở Trung Đông, hoặc do trời trở lạnh và mưa ở châu Âu và châu Á. Việc con người dùng da thú làm vải lần đầu tiên là để cho việc ăn mặc nhưng có thể là để trang trí.

## Dẫn luận
Trong các xã hội hiện đại, hình ảnh ảnh khỏa thân hoàn toàn ở nơi công cộng ngày càng trở nên hiếm vì khỏa thân trở nên gắn liền với địa vị thấp hơn, nhưng khí hậu Địa Trung Hải ôn hòa cho phép con người có thể mặc quần áo vừa đủ và trong một số nền văn hóa cổ đại, việc khỏa thân trong thể thao và/hoặc sùng bái việc khoe cơ thể của đàn ông và con trai là một chuyện tự nhiên. Ở Hy Lạp cổ đại, sự trần truồng khoả thân gắn liền với sự hoàn hảo của các vị thần. Đến thời La Mã cổ đại, khỏa thân hoàn toàn có thể là một sự ô nhục nơi công cộng, mặc dù người ta vẫn có thể khỏa thân trần truồng ở nhà tắm công cộng hoặc trình diễn trong nghệ thuật khiêu dâm.
Ở thế giới phương Tây, với sự lan rộng của Cơ đốc giáo, mọi mối liên hệ tích cực với ảnh khoả thân đều được thay thế bằng các khái niệm về tội lỗi và sự xấu hổ. Mặc dù việc khám phá lại những lý tưởng của Hy Lạp vào thời Phục hưng đã khôi phục nghệ thuật khỏa thân thành ý nghĩa biểu tượng trong nghệ thuật, nhưng đến thời đại Victoria, việc khỏa thân nơi công cộng bị coi là tục tĩu. Ở châu Á, việc khỏa thân nơi công cộng bị coi là vi phạm phép tắc xã hội hơn là tội lỗi, đáng xấu hổ hơn là xấu hổ. Tuy nhiên, ở thời kỳ Mạc phủ Tokugawa của Nhật Bản, việc tắm chung cho cả nam và nữ là khá bình thường và phổ biến cho đến Minh Trị Duy tân.
Trong khi tầng lớp thượng lưu biến quần áo thành thời trang, những người không đủ khả năng vẫn tiếp tục bơi hoặc tắm công khai trong các vùng nước tự nhiên hoặc thường xuyên tắm chung trong suốt thế kỷ XIX. Việc chấp nhận khoả thân nơi công cộng lại xuất hiện vào cuối thế kỷ 19 và đầu thế kỷ 20. Các phong trào dựa trên triết học, đặc biệt là ở Đức, phản đối sự trỗi dậy của công nghiệp hóa. Ở Đức thì có văn hóa Freikörperkultur ('văn hóa cơ thể tự do') đại diện cho sự trở lại với thiên nhiên và xóa bỏ sự xấu hổ về việc khoe cơ thể. Vào những năm 1960 chủ nghĩa khỏa thân đã chuyển từ một tiểu văn hóa nhỏ sang một phần của sự bác bỏ chung những hạn chế đối với cơ thể. Phụ nữ tái khẳng định quyền để lộ ngực ở nơi công cộng, vốn là tiêu chuẩn cho đến thế kỷ XVII. Xu hướng này tiếp tục diễn ra ở phần lớn châu Âu, với việc thành lập nhiều khu vực tùy chọn quần áo trong công viên và trên bãi biển. Thông qua tất cả những thay đổi lịch sử ở các nước phát triển, các nền văn hóa ở vùng khí hậu nhiệt đới châu Phi cận Sahara và rừng nhiệt đới Amazon vẫn tiếp diễn các tập quán truyền thống của các thổ dân, một phần hoặc hoàn toàn khỏa thân trong các hoạt động hàng ngày.

## Thời tiền sử
Người thượng cổ ban đầu cơ thể vẫn đầy lông lá che phủ các bộ phận cơ thể, do đó dù thời đó chưa có áo quần nhưng vẫn xem như không phải khỏa thân, trải qua quá trình tiến hóa để thích nghi với hoàn cảnh, loài người dần dà trở nên thưa lông và rụng lông dần trong khi vẫn chưa đủ tinh khôn để tạo ra quần áo. Những câu chuyện và họa phẩm về Kinh Thánh kể về Adam và Eva nhưng là tổ tiên của con người đều được khắc họa hai người này trong tình trạng trần truồng, lõa lồ.

### Sự rụng lông

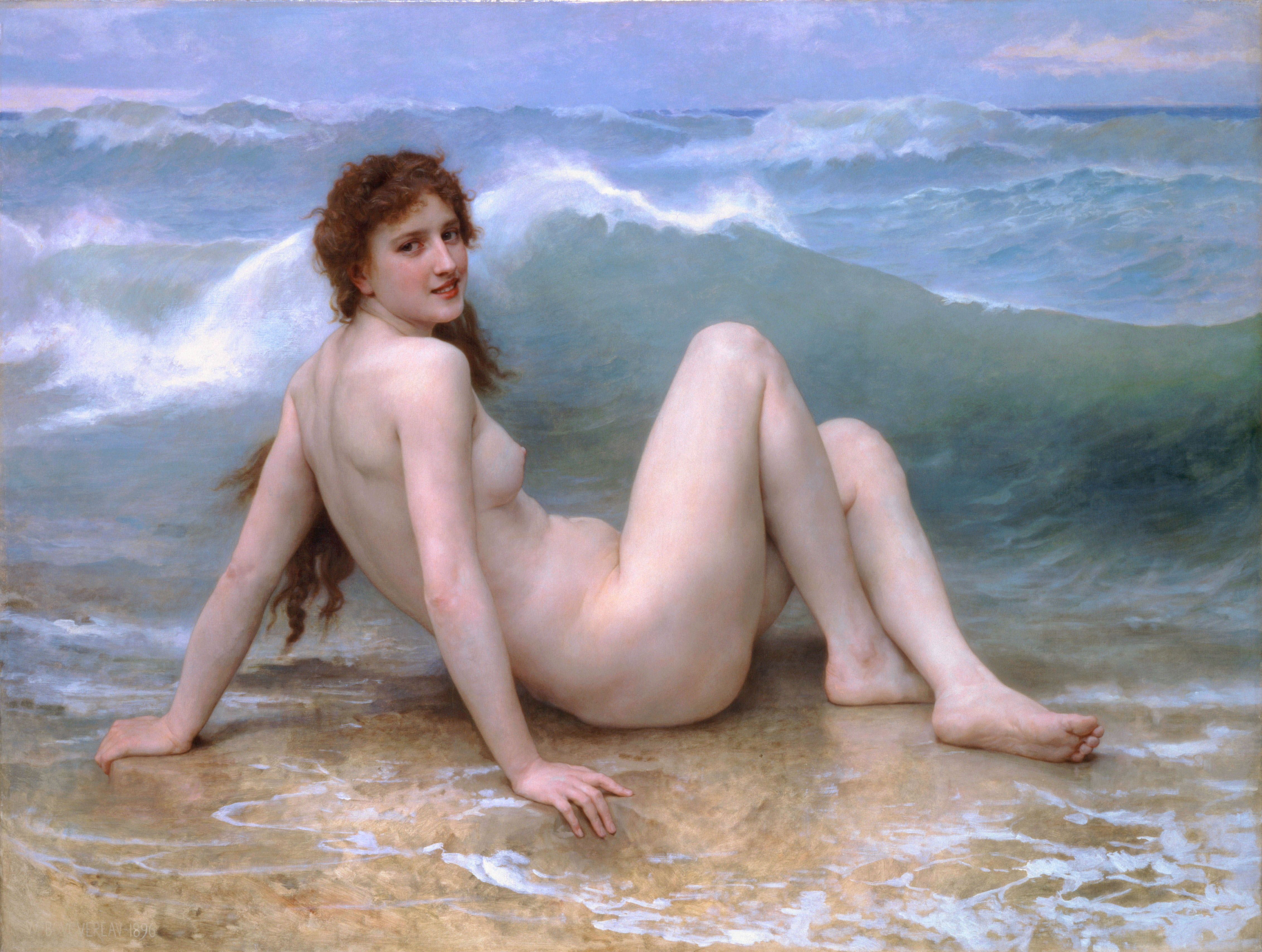
Họa phẩm của danh họa William Adolphe Bouguereau

Về mặt khoa học và sinh học thì sự tản nhiệt của cơ thể vẫn là lời giải thích tiến hóa được chấp nhận rộng rãi nhất cho việc rụng lông trên cơ thể ở những thành viên đầu tiên của chi Homo (Chi Người), thành viên còn sống sót là người hiện đại. Lúc này con người trở nên ít tóc hơn và tăng tuyến mồ hôi, giúp cơ thể họ dễ dàng làm mát hơn khi họ di chuyển từ khu rừng râm mát sang những trảng cỏ đầy nắng gió. Sự thay đổi môi trường này cũng dẫn đến sự thay đổi trong chế độ ăn uống, từ ăn chay phần lớn (ăn thực vật, hoa quả, cây cỏ, củ rễ) chuyển qua săn bắn để ăn thịt. Việc rượt đuổi săn thú trên đồng cỏ cũng làm tăng nhu cầu điều chỉnh thân nhiệt thông qua việc vả mồ hôi nhễ nhại khi chạy bộ đuổi theo con mồi. Nhà nhân chủng học và sinh học tiền sử (Palaeobiologist) là Nina Jablonski thừa nhận rằng khả năng tản nhiệt cơ thể dư thừa thông qua tuyến mồ hôi eccrine giúp làm cho con người mở rộng đáng kể của não bộ, cơ quan của con người nhạy cảm với nhiệt độ nhất.
Do đó, việc mất đi những đám lông trên khắp cơ thể cũng là một yếu tố thích nghi hơn nữa, cả về thể chất và hành vi, khiến con người khác biệt với các loài linh trưởng khác. Một số trong những thay đổi này được cho là kết quả của lựa chọn tình dục hay chọn lọc giới tính, lần đầu tiên được Darwin đề xuất trong Hậu duệ của con người và Lựa chọn liên quan đến tình dục. Bằng cách chọn bạn tình có ít lông hơn, con người đã tăng tốc những thay đổi được bắt đầu bởi chọn lọc tự nhiên. Lựa chọn tình dục cũng có thể giải thích việc số lông còn lại của con người tập trung ở vùng lông mu và nách, là nơi chứa pheromone, trong khi bộ tóc trên đầu tiếp tục được giữ lại để bảo vệ con người khỏi ánh sáng mặt trời chiếu vào đỉnh đầu ảnh hưởng đến não bộ.
Một lời giải thích khác về tình trạng không có lông tương đối của con người cho rằng các loài ký sinh (như ve bét, rận bọ) trú ngụ trong lớp lông trên người trở thành vấn đề khi con người trở thành thợ săn, sống trong các nhóm lớn hơn với "căn cứ tại nhà". Sự trần trụi cũng sẽ làm cho việc không có ký sinh trùng trên người trở nên nhận biết rõ ràng hơn với bạn tình tương lai. Tổ tiên chung cuối cùng của con người và tinh tinh chỉ đi hai chân một phần, thường sử dụng hai chân trước để vận động. Các bà mẹ linh trưởng khác không cần phải mang con nhỏ vì đều có lông để con cái bám vào, nhưng việc mất lông khuyến khích việc đi hai chân một cách hoàn toàn, cho phép các bà mẹ bế con bằng một hoặc cả hai tay. Sự kết hợp giữa không có lông và tư thế thẳng đứng cũng có thể giải thích sự nở rộng của bộ ngực phụ nữ như một tín hiệu tình dục. Với việc rụng lông, da sẫm màu, lớp da có nồng độ melanin cao phát triển như một sự bảo vệ khỏi tác hại của tia cực tím. Khi con người di cư ra ngoài vùng nhiệt đới, các mức độ giảm sắc tố khác nhau đã tiến hóa để cho phép con người có thể tổng hợp vitamin D3 với sự hỗ trợ của tia cực tím.

### Mặc áo quần

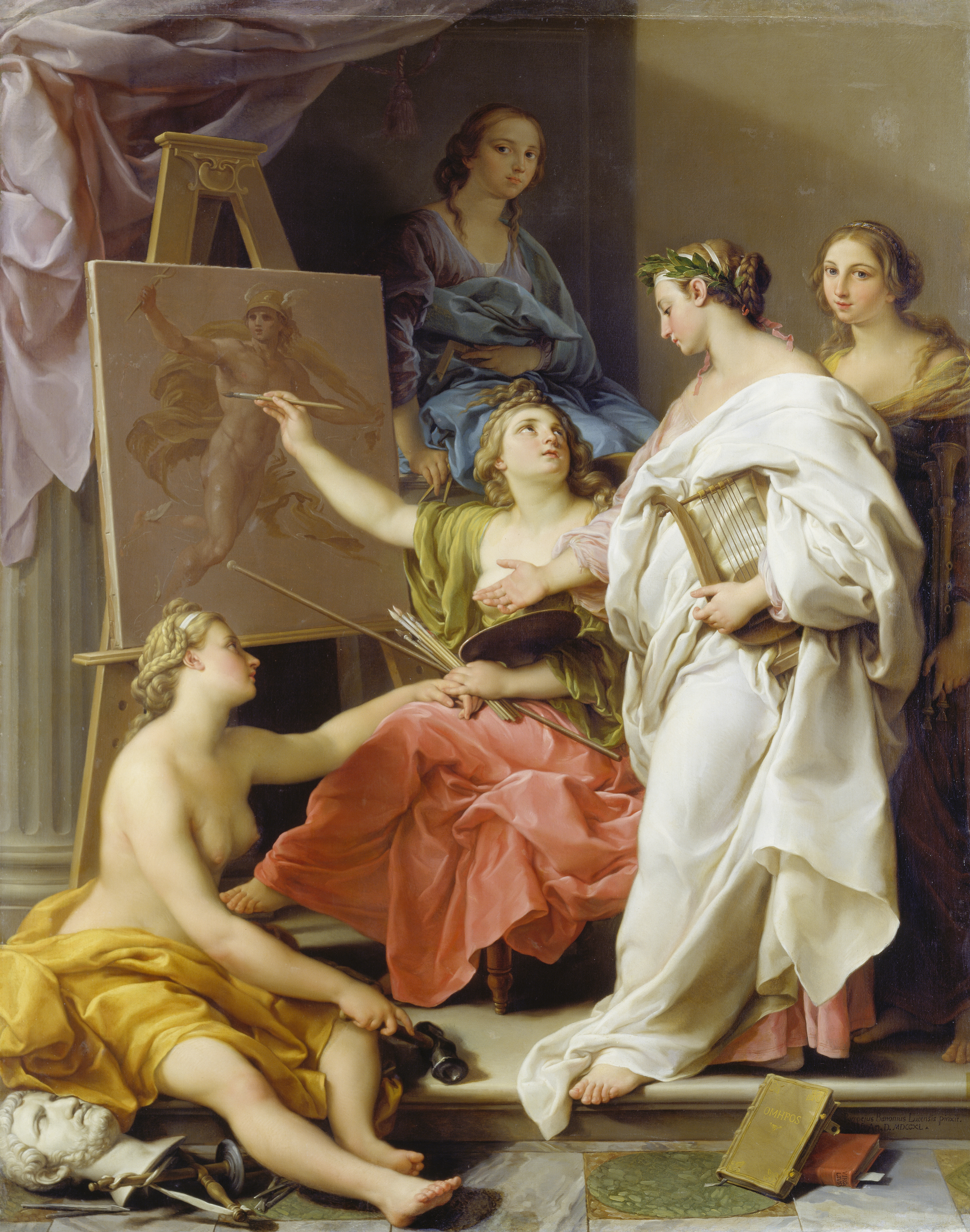
Tranh vẽ về thời kỳ La Mã

Việc mặc quần áo rất có thể là sự thích nghi hành vi phát sinh từ nhu cầu bảo vệ khỏi các yếu tố tự nhiên, bao gồm cả ánh năng mặt trời (đối với những người bị mất lông) và nhiệt độ lạnh khi con người di cư đến vùng lạnh hơn. Theo một nghiên cứu năm 2010 được công bố trên Sinh học phân tử và tiến hóa, ước tính nguồn gốc của quần áo dựa trên phân tích di truyền chỉ ra rằng nguồn gốc của chấy rận trên quần áo đã tiến hóa từ tổ tiên xa xưa của chúng vào một thời điểm giữa 83.000 năm trước và 170.000 năm trước. Thông tin này cho thấy việc sử dụng quần áo có khả năng bắt nguồn từ con người hiện đại về mặt giải phẫu ở châu Phi trước khi họ di cư đến vùng khí hậu lạnh hơn. Một nghiên cứu năm 2017 được công bố trên tạp chí Science ước tính rằng con người hiện đại về mặt giải phẫu đã tiến hóa từ 260.000 đến 350.000 năm trước.
Quần áo phức tạp (dày và nhiều lớp) là sự cần thiết để giúp con người sống sót trong thời tiết cực lạnh sẽ cần con người phải phát minh ra các công cụ để biến da thú động vật thành quần áo như đồ mài để làm sạch và làm mịn, dao đá mịn để cắt và kim xương để khâu và những mảnh da thú rời rạc lại với nhau thành những tấm áo vừa mặc. Những gì được gọi là quần áo ngày nay có thể có nguồn gốc cùng với các loại trang sức khác, bao gồm trang sức, Body painting, hình xăm và các chỉnh sửa cơ thể khác, giúp "trang điểm" cho cơ thể trần truồng mà không che giấu nó. Theo Leary và Buttermore, trang điểm cơ thể là một trong những thay đổi xảy ra vào cuối thời đại đồ đá cũ (40.000 đến 60.000 năm trước), trong đó con người không chỉ hiện đại về mặt giải phẫu, mà còn hiện đại về mặt văn hóa và tâm lý. và có tương tác tượng trưng.

## Thời lịch sử
Khỏa thuân đã có một lịch sử hình thành và phát triển lâu dài, xuyên suốt và đi cùng với sự phát triển của xã hội loài người từ thời sơ sử cho đến thời kỳ hiện đại ngày nay, sau một quá trình phát triển đi từ sự trần truồng của người tiền sử đến sự phát triển của áo quần kín đáo thì ngày nay, con người ta lại có xu hướng ăn mặc theo thời trang thiếu vải và cổ xúy cho các phong trào khỏa thân ngày càng lan rộng trên toàn cầu.

### Thời cổ đại

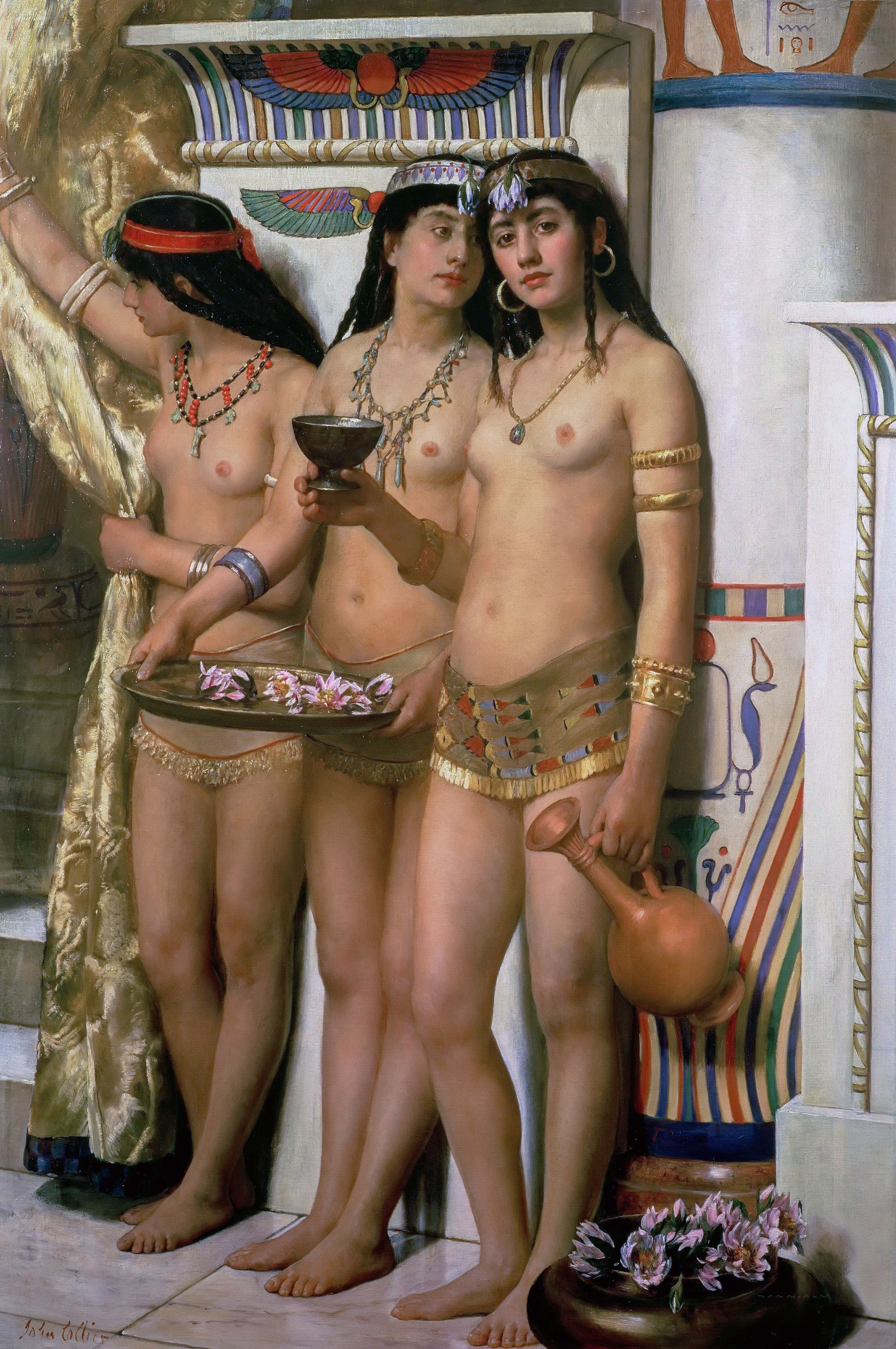
Họa phẩm của John Collier năm 1883 về các tỳ nữ của Pharaoh với trang phục kiệm vải, nó được nguyên tác từ những bức tranh tường Ai Cập cổ xưa

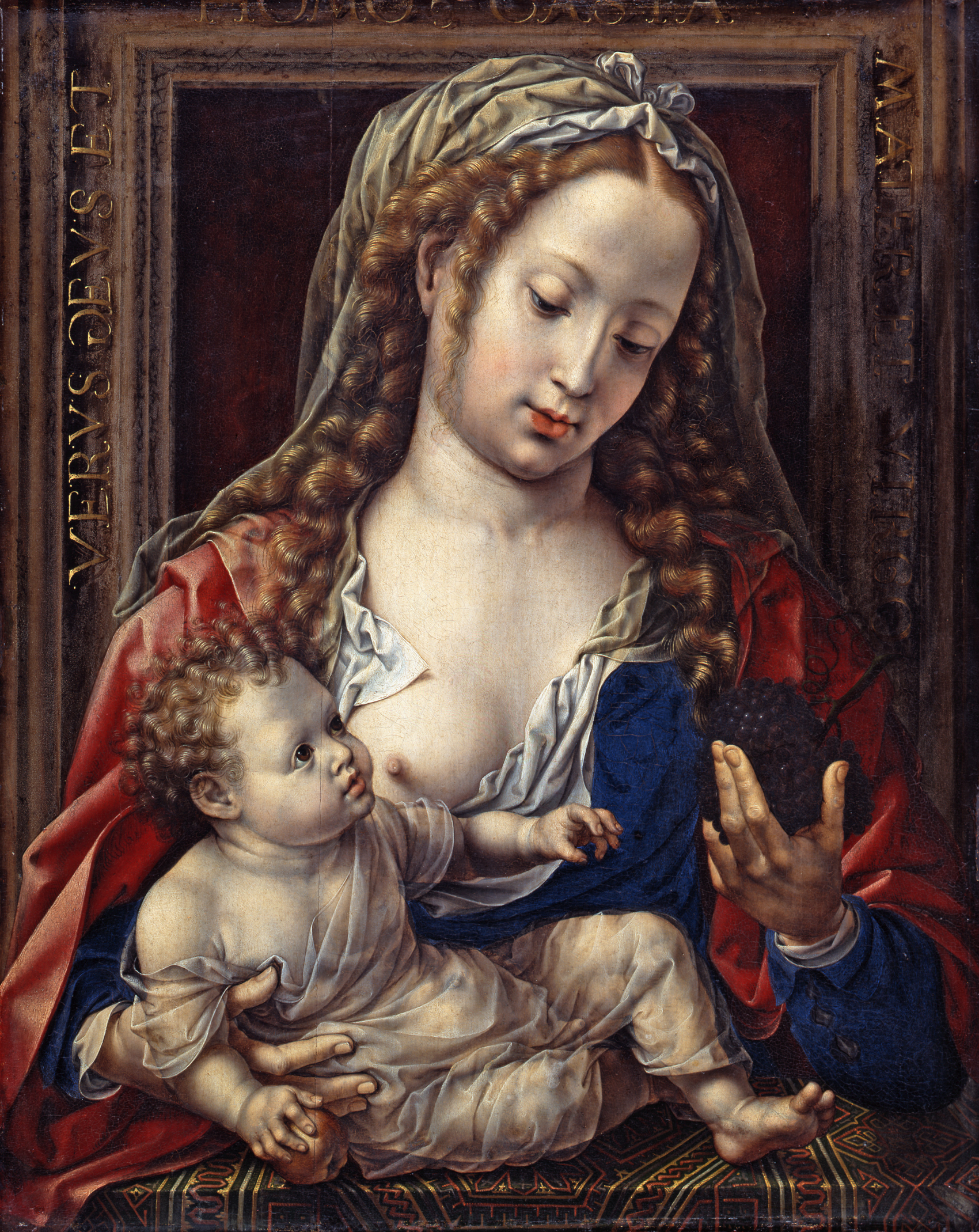
Trinh nữ và trẻ em (tranh khoảng năm 1530) của Jan Gossaert, vào thời điểm này, những bức tranh vẽ chỉ mới dám cho hở một phần thân thể đã được xem là táo bạo

Ở Lưỡng Hà cổ đại, hầu hết mọi người đều sở hữu một mặt hàng quần áo duy nhất, và khỏa thân có nghĩa là ở dưới cùng của quy mô xã hội, thiếu phẩm giá và địa vị. Đối với người bình thường, quần áo ít thay đổi ở Ai Cập cổ đại từ thời kỳ đầu triều đại, (3150-2686 TCN) cho đến thời trung vương quốc (2055-1650 TCN). Mặc dù bộ phận sinh dục của người trưởng thành thường được che đi, khỏa thân ở Ai Cập cổ đại không phải là vi phạm bất kỳ quy tắc xã hội nào, nhưng thường là một quy ước cho thấy sự thiếu giàu có; những người có thể đủ khả năng để làm như vậy sẽ bao phủ cơ thể nhiều hơn.
Cả đàn ông và phụ nữ đều mặc váy có tên là schenti tiến hóa từ những chiếc khố và giống như những chiếc váy hiện đại. Nô lệ và người lao động đều khỏa thân hoặc mặc khố. Chỉ có phụ nữ thuộc tầng lớp thượng lưu mới mặc Kalasiris, một chiếc váy bằng vải lanh rủ hoặc mờ trong suốt từ trên hoặc dưới ngực đến mắt cá chân. Nữ nghệ sĩ biểu diễn khỏa thân. Trẻ em không mặc quần áo cho đến tuổi dậy thì, vào khoảng 12 tuổi. Mãi đến thời kỳ sau, đặc biệt thời kỳ Tân Vương quốc (1550-1069 TCN), các người hầu trong các hộ gia đình giàu có cũng bắt đầu mặc trang phục tinh tế hơn, và phụ nữ thuộc tầng lớp thượng lưu mặc váy và trang trí công phu che ngực. Những phong cách của thời sau này thường được thể hiện trong phim và TV như là quần áo đại diện cho Ai Cập cổ đại trong tất cả các thời kỳ.
Khoả thân ở nam giới được tôn vinh ở Hy Lạp cổ đại theo cách mà không có nền văn hóa nào trước hoặc sau đó đạt tới. Họ coi sự bối rối khi phải cởi quần áo khi chơi thể thao là một dấu hiệu của sự man rợ. Khỏa thân ở nữ giới nổi lên như một chủ đề nghệ thuật trong thế kỷ thứ 5 TCN, với tranh minh họa những câu chuyện về phụ nữ tắm ở cả trong nhà và ngoài trời. Trong khi các mô tả về phụ nữ khỏa thân có bản chất khiêu dâm, không có sự quy kết nào về tính không phù hợp như trường hợp của những hình ảnh như vậy trong văn hóa phương Tây sau này. Tuy nhiên, những hình ảnh thụ động của khỏa thân nữ phản ánh tình trạng bất bình đẳng của phụ nữ trong xã hội so với những hình ảnh mang tính thể thao và anh hùng của những người đàn ông khỏa thân. Áo toga là rất cần thiết để chứng tỏ trạng thái và cấp bậc của nam công dân tại La Mã. Nhà thơ Ennius (khoảng 239-169 TCN) tuyên bố, "phơi bày cơ thể trần trụi giữa các công dân là khởi đầu của sự ô nhục công khai". Cicero cũng tán thành những lời của Ennius. Một ngoại lệ là phòng tắm La Mã (thermae) nơi người ta tắm trần truồng công cộng, vốn có nhiều chức năng tương tác xã hội.
Quần áo được sử dụng ở Trung Đông, bao phủ toàn bộ cơ thể, thay đổi rất ít trong nhiều thế kỷ cho đến nay. Một phần, sự nhất quán này xuất phát từ thực tế là quần áo như vậy rất phù hợp với khí hậu (bảo vệ cơ thể khỏi những cơn bão cát trong khi cũng cho phép làm mát bằng cách bốc hơi). Ý nghĩa của cơ thể trần trụi trong các xã hội dựa trên các tôn giáo Abraham (Do Thái giáo, Cơ đốc giáo và Hồi giáo) được định nghĩa bằng một tường thuật sáng tạo trong đó Adam và Eva, người đàn ông và người phụ nữ đầu tiên theo Kinh Thánh của những tôn giáo này, khỏa thân và không hổ thẹn cho đến khi họ ăn trái cấm của Cây biết điều thiện ác. Ý nghĩa triết học của huyền thoại này trong việc nêu rõ nguồn gốc của sự xấu hổ là không rõ ràng. "Tội lỗi nguyên thủy" không liên quan đến sự trần trụi, mà liên quan đến việc không vâng lời, nhưng phản ứng đầu tiên là che thân bằng lá sung. Trong cả ba tôn giáo, sự khiêm tốn thường chiếm ưu thế ở nơi công cộng, với quần áo che phủ tất cả các bộ phận của cơ thể có bản chất tình dục. Kinh Torah đặt ra các luật liên quan đến quần áo và sự khiêm tốn (tzniut) cũng tách người Do Thái khỏi những người khác trong các xã hội mà họ sống trong đó.
Những Cơ Đốc hữu ban đầu thường thừa hưởng các quy tắc ăn mặc từ các truyền thống Do Thái. Tuy nhiên, Adamites là một giáo phái Kitô giáo ở Bắc Phi có nguồn gốc từ thế kỷ thứ hai, người thờ phượng trong hình tượng khỏa thân, tuyên bố đã lấy lại được sự hồn nhiên của Adam. Trang phục Hồi giáo cho cả nam và nữ là phải phù hợp với các quy tắc của Hajib. Đối với nam giới, quần áo bao phủ khu vực từ thắt lưng đến đầu gối. Đối với phụ nữ, quần áo bao phủ khu vực từ cổ đến mắt cá chân và cũng che cả tóc. Tập tục được gọi là sự che kín của phụ nữ ở nơi công cộng có trước Hồi giáo ở Ba Tư, Syria và Anatolia. Kinh Qurʾān cho những hướng dẫn về trang phục của phụ nữ, nhưng không phải là những phán quyết nghiêm ngặt; những phán quyết như vậy có thể được tìm thấy trong Hadith. Ban đầu, sự che kín như vậy chỉ áp dụng cho những người vợ của Muhammad; tuy nhiên, sự che chở đã được tất cả phụ nữ thuộc tầng lớp thượng lưu chấp nhận sau khi ông qua đời và trở thành một biểu tượng của bản sắc Hồi giáo.
Trong những câu chuyện ký sự được biên chép viết ra vào thời Nhà Chu ở Trung Quốc vào đầu thế kỷ thứ IV TCN, việc khoả thân được thể hiện như một sự đối nghịch với phẩm giá con người, phản ánh niềm tin rằng "tính nhân văn" trong xã hội Trung Quốc không phải là bẩm sinh, mà là hành xử đúng đắn, chính danh quân tử. Tuy nhiên, sự trần trụi cũng có thể được một một người phơi bày ra để thể hiện sự khinh miệt đối với những người khác khi có mặt họ. Trong những câu chuyện khác, ảnh khoả thân của phụ nữ, phát ra sức mạnh của âm, có thể vô hiệu hóa dương của các thế lực hung hăng. Khoả thân trong nhà tắm công cộng hỗn hợp 2 giới là phổ biến ở Nhật Bản trước tác động của ảnh hưởng phương Tây, bắt đầu từ thế kỷ 19 và trở nên rộng rãi trong thời kỳ chiếm đóng của Mỹ sau Thế chiến II. Việc tắm chung tiếp tục ở một số lượng nhỏ các suối nước nóng (konyoku) bên ngoài các khu vực đô thị. Một truyền thống khác của Nhật Bản là những người nữ thợ lặn tự do (ama), những người trong 2.000 năm cho đến những năm 1960 đã thu thập rong biển và động vật có vỏ, chỉ mặc khố. Sự trần trụi của họ không gây sốc, vì phụ nữ nông dân thường làm việc ngực trần trong suốt mùa hè.

### Hậu cổ điển

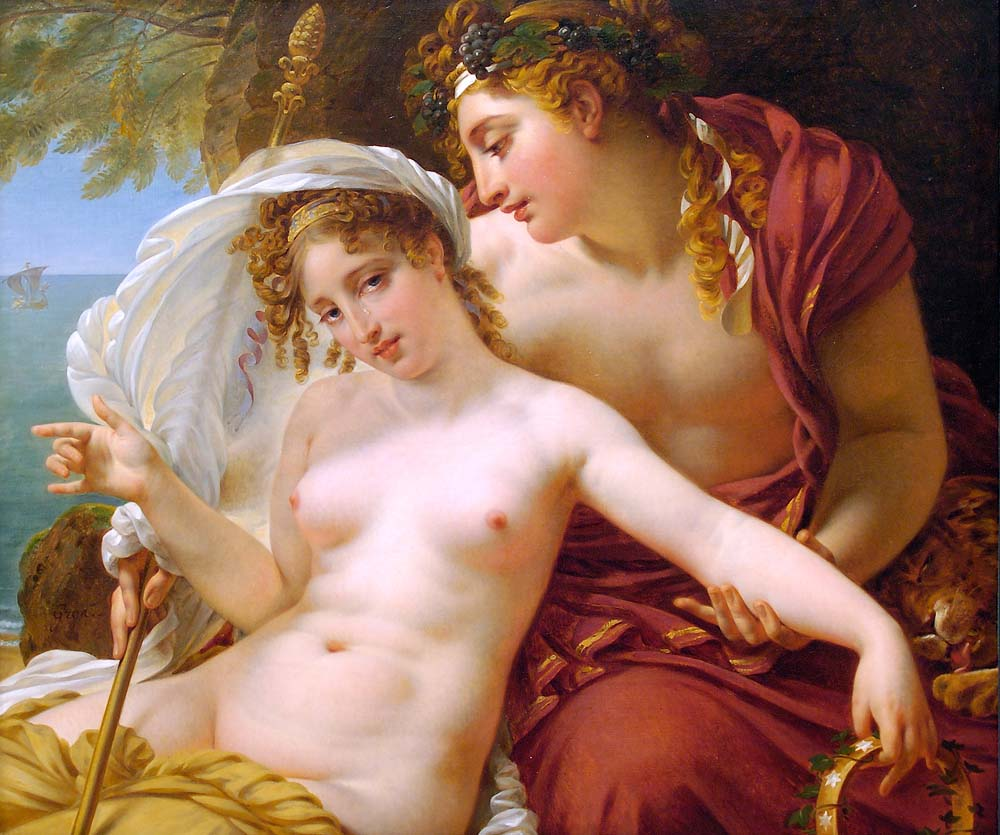
Nghệ thuật thời Phục Hưng

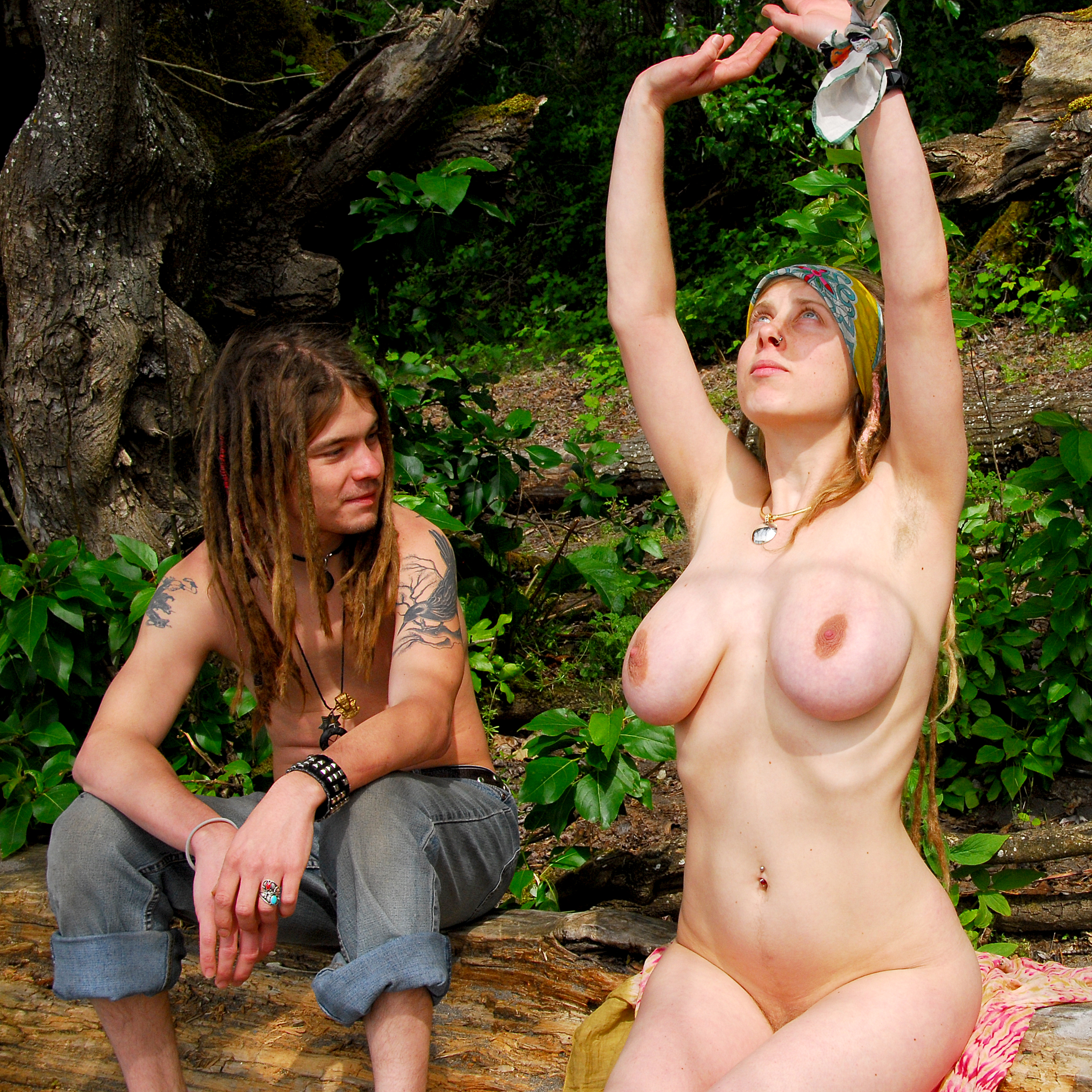
Nam nữ thanh niên tự do khỏa thân thời nay

Cuối thế kỷ thứ tư sau Công nguyên là thời kỳ của cả hai sự chuyển đổi Kitô giáo và tiêu chuẩn hóa các giáo lý của Giáo hội hay các Hội thánh và nhà thờ, đặc biệt là về các vấn đề giới tính và tình dục. Quan hệ tình dục ngoài hôn nhân với một người phụ nữ đáng kính làm bên thứ ba bị tổn thương; chồng, cha, và họ hàng nam. Tội dâm ô với một phụ nữ không có chồng, có thể là gái mại dâm, gái điếm hoặc nô lệ tình dục, là một tội lỗi ít hơn vì nó không có nạn nhân nam, trong một xã hội gia trưởng thậm chí có thể được coi là không có nạn nhân. Việc ăn mặc hay khỏa thân của phụ nữ không được coi là đáng kính cũng có tầm quan trọng thấp hơn.
Khoảng thời gian giữa thế giới cổ đại và hiện đại, khoảng 500 đến 1450, đã thấy một xã hội ngày càng phân tầng ở châu Âu. Vào đầu thời kỳ này, mọi người khác thuộc tầng lớp thượng lưu sống trong những khu vực gần gũi và không có sự nhạy cảm hiện đại với khoả thân riêng tư, nhưng ngủ và tắm cùng nhau trần truồng với sự ngây thơ thay vì xấu hổ. Nhà tắm La Mã ở Bath, Somerset, được xây dựng lại và được cả hai giới sử dụng mà không có quần áo cho đến thế kỷ 15. Các giáo phái có niềm tin tương tự như người Adam, người thờ phượng trần trụi, xuất hiện vào đầu thế kỷ 15. Sau đó, trong giai đoạn này, với sự xuất hiện của tầng lớp trung lưu, quần áo ở dạng thời trang là một chỉ số quan trọng của các giai cấp, giai tầng trong xã hội, và do đó, sự thiếu vắng của nó trở thành một sự bối rối lớn hơn.
Cho đến đầu thế kỷ thứ tám, các Kitô hữu đã được rửa tội ở trạng thái trần truồng để đại diện cho việc họ nổi lên từ bí tích rửa tội mà không phạm tội. Mặc dù có một quan niệm sai lầm phổ biến rằng người châu Âu không tắm trong thời Trung cổ, nhà tắm công cộng thường được cách ly theo giới tính. Ở châu Âu theo Kitô giáo, các bộ phận của cơ thể được yêu cầu che phủ ở nơi công cộng không phải lúc nào cũng bao gồm ngực phụ nữ. Vào năm 1350, bộ ngực nữ giới có liên quan đến việc nuôi dưỡng và chăm sóc yêu thương con cái, nhưng đến năm 1750, các biểu tượng nghệ thuật hở vú (lộ vú) được xem là khiêu dâm hoặc được dùng trong y học. Sự khiêu dâm của bộ ngực này trùng hợp với sự buộc tội các phụ nữ là nữ phù thủy.
Trong thời trung cổ, các chuẩn mực Hồi giáo trở nên gia trưởng hơn, và rất quan tâm đến sự trong trắng của phụ nữ trước khi kết hôn và bổn phận chung thủy của người phụ nữ sau khi có chồng. Phụ nữ không chỉ che giấu, mà tách biệt khỏi xã hội, không liên lạc với đàn ông mà không có quan hệ họ hàng gần gũi, sự hiện diện của những người này xác định sự khác biệt giữa không gian công cộng và riêng tư. Mối quan tâm đặc biệt đối với cả Hồi giáo và Kitô hữu sơ khai, khi họ mở rộng quyền kiểm soát đối với các quốc gia trước đây là một phần của đế chế Byzantine hoặc La Mã, là phong tục tắm công cộng địa phương. Trong khi các Kitô hữu chủ yếu quan tâm đến việc tắm hỗn hợp hai giới, điều này không phổ biến, Hồi giáo cấm khỏa thân phụ nữ khi có mặt các phụ nữ không theo đạo Hồi như vậy thì yếu tố khỏa thân cơ bản không tồn tại trong xã hội Hồi giáo hà khắc.

## Chú thích

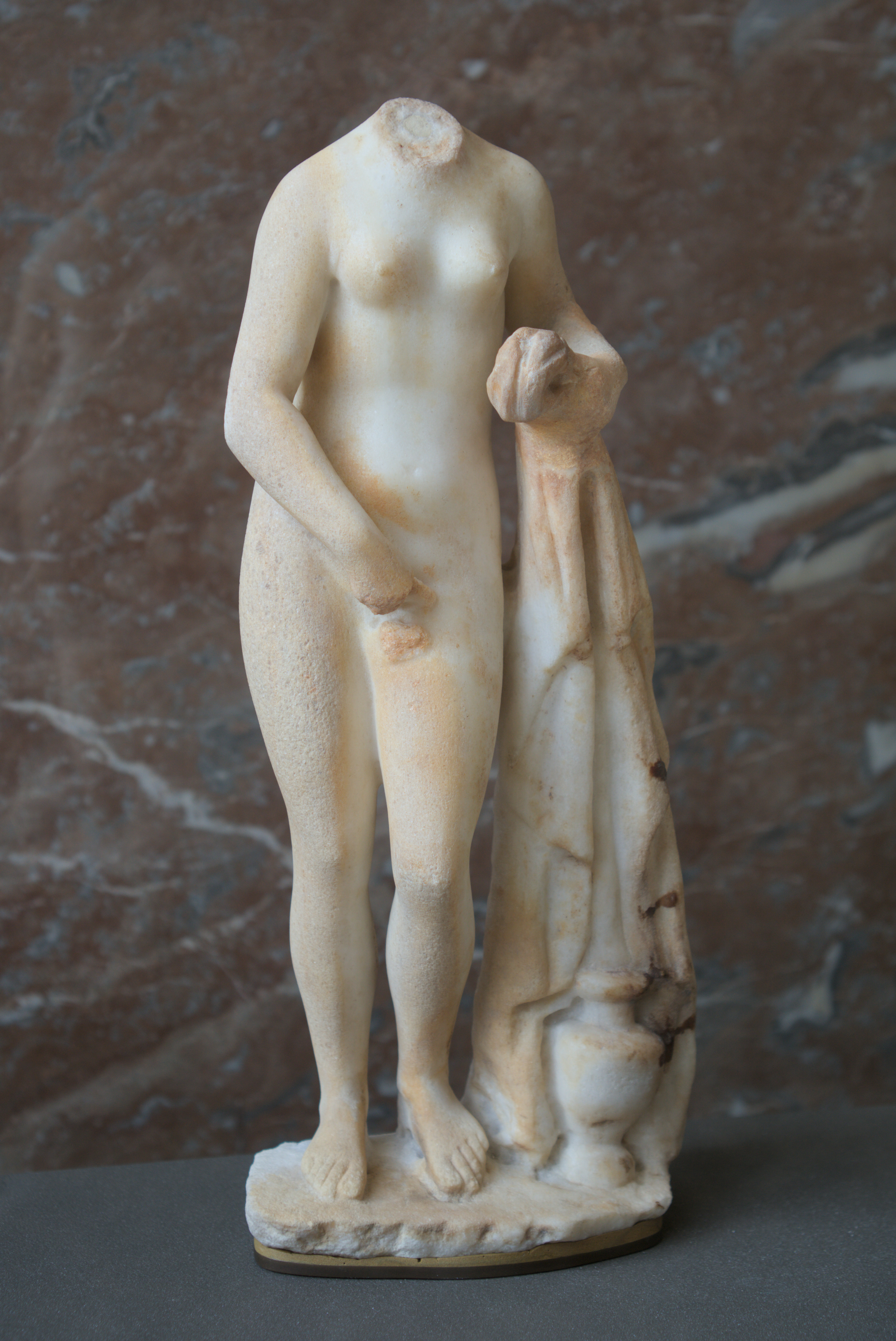
Di vật nữ thần Aphrodite

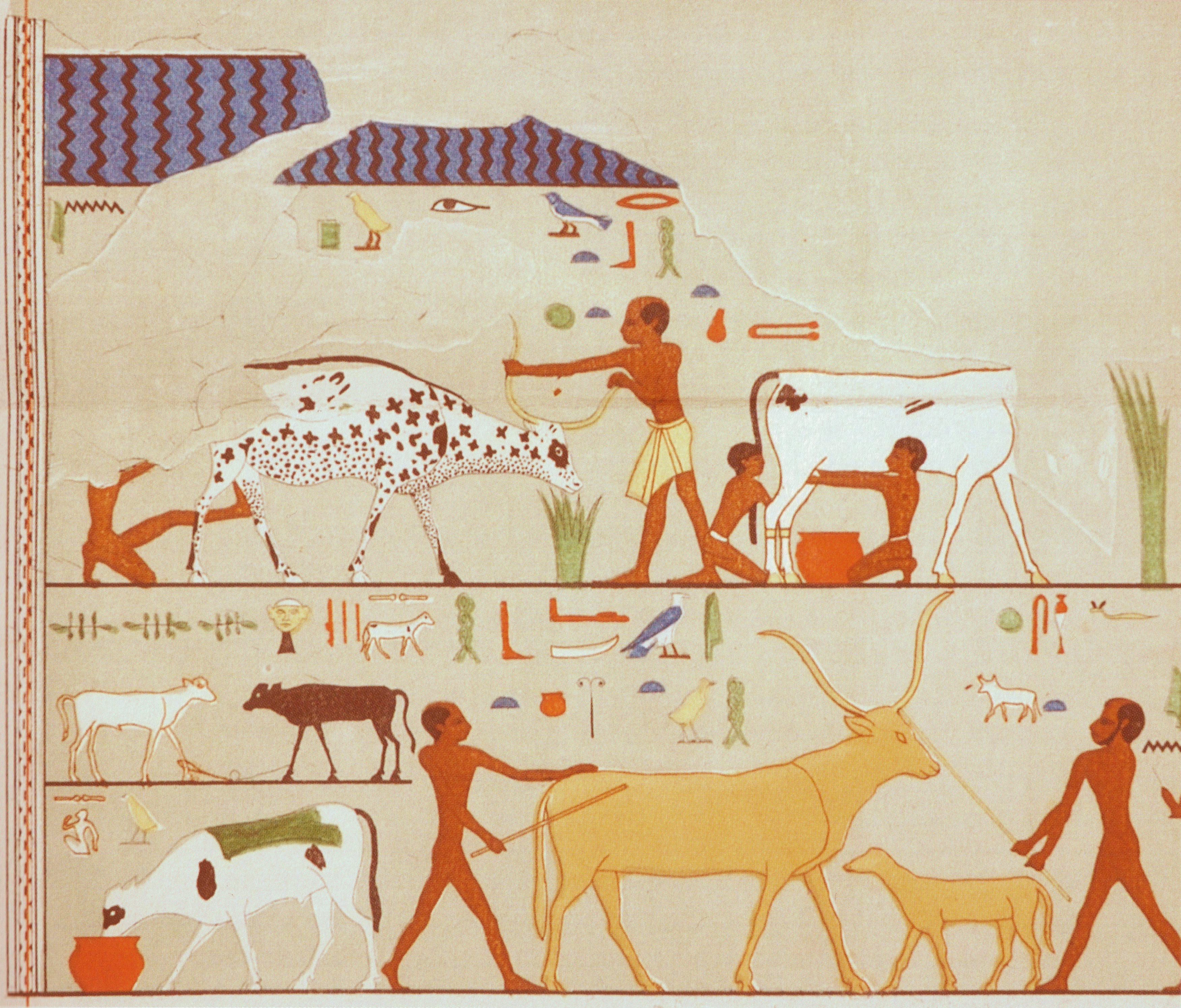
Cảnh được vẽ trên thạch cao trắng, Triều đại thứ năm (khoảng 2500-2300 TCN), nghĩa địa Abusir, Ai Cập

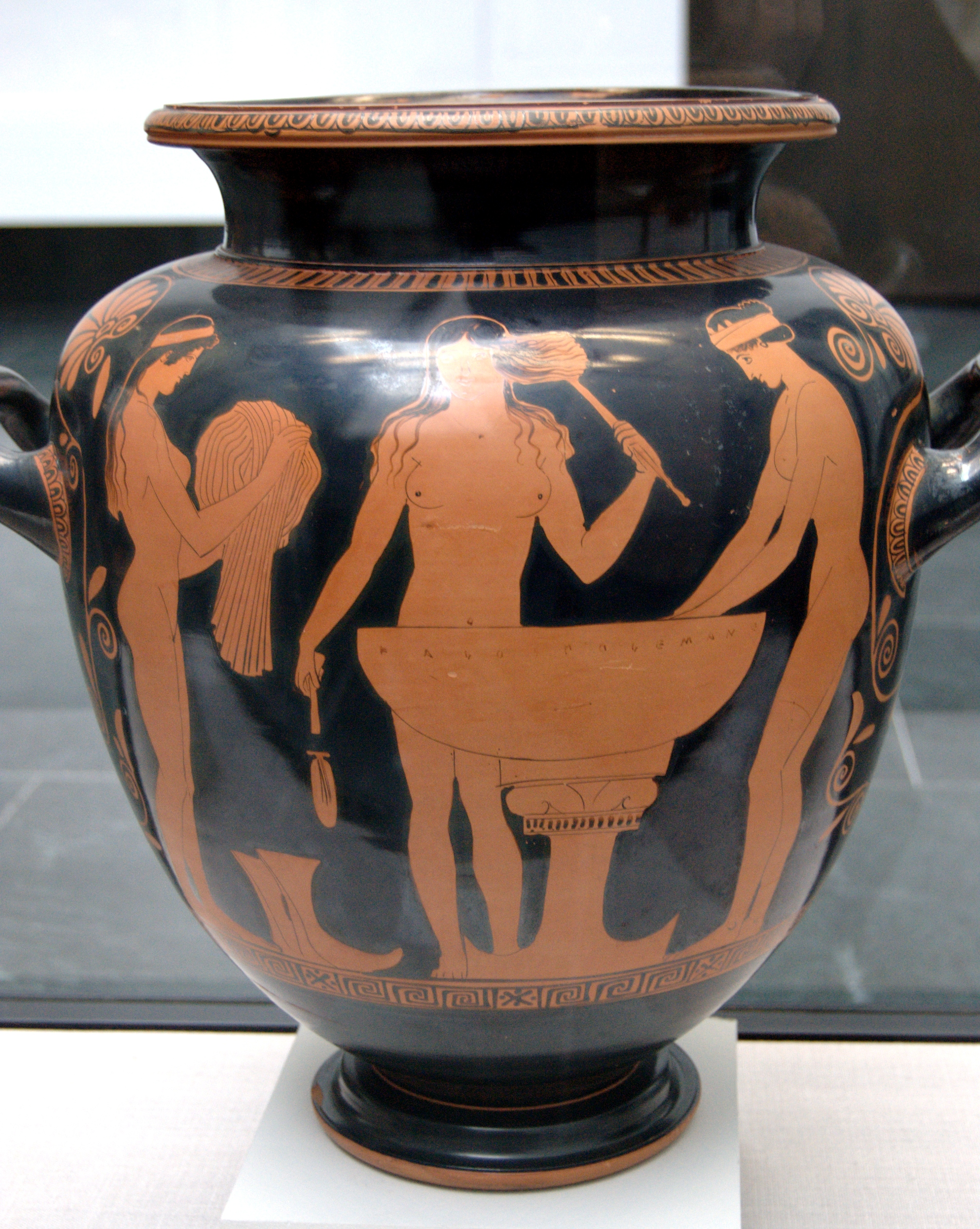
Ba thiếu nữ đang tắm rửa. Mặt B của một bình stamnos hình màu đỏ attica, 440-430 TCN.